# Берестянка (Новосибирская область)
Берестянка — деревня в Кыштовском районе Новосибирской области. Входит в состав Верх-Майзасского сельсовета.

## География
Площадь деревни — 26 гектаров.

## Население
| 2002 | 2007 | 2010 |
| ---- | ---- | ---- |
| 32   | ↘16  | ↘10  |

## Инфраструктура
В деревне по данным на 2007 год отсутствует социальная инфраструктура.